# Tikal
Tikal jsou nejrozlehlejší ruiny starověkého mayského města. Nacházejí se na severu Guatemaly v departementu Petén v Mezoamerice. Celá oblast byla vyhlášena jedním z 21 guatemalských národních parků a je zapsána na seznamu světového dědictví UNESCO.

## Vznik a historie
Tikal byl založen v 6. století př. n. l. a byl střediskem největšího a nejdéle trvajícího mayského státu. Vznikl v oblasti s dostatkem surovin a kvalitního materiálu, jak pro stavbu obydlí, tak i výrobu zbraní.
Kolem 10. století n. l. město ze záhadných důvodů zaniklo. Důvodem mohlo být znečištění vody. V době jeho slávy zde žilo více než 50 000 obyvatel. Vedly se zde obchody se vzdálenými městy jako byl například Teotihuacán.
Je zde zhruba na 3000 paláců, pyramid, hřišť a dokonce i termální lázně, svědčící o originalitě, architektonických a uměleckých dovednostech jejich tvůrců.
Mayové jako první objevili čokoládu a přednosti mízy stromu chicle, předchůdkyně žvýkačky.

## Pyramidy
Pyramidy v Tikalu byly dříve pokryty barevnými štuky, které znázorňovaly výjevy z náboženského života. Stély na Velkém náměstí byly dříve červené a zobrazují portréty 26 panovníků, kteří Tikalu vládli.
Archeologický výzkum byl zahájen v roce 1956 a i přes to, že je doposud spousta staveb pokryta pralesem.

### Chrám Velkého Jaguára
Chrám Velkého Jaguára (Chrám č. 1) je nejzajímavější z náboženských budov, postaven na počest 26. pána z Tikalu – Jasaw Chan Kʼawiil I., dříve známého jako Ah Cacao (682–734). Je to pyramida postavená v 8. století n. l. a vysoká 44 m. Na jejím vrcholu se nachází svatyně, která byla kdysi tvořena vyřezávaným architrávem, který zobrazoval třináct království mayského ráje. Také zde byla objevena hrobka panovníka s pohřební výbavou z nefritu, zlata a perel.

## Panovníci

### Pozdní předklasické období
- Yax Ehb' Xook (asi 60 př. n. l.)
- Siyaj Chan K'awil Chak Ich'aak (Bouřlivá obloha I) (asi 2. století)
- Yax Ch’aktel Xok – (asi 200 n. l.)

### Brzké klasické období
- Balam Ajaw (Okrášlený jaguár) (292)
- K'inich Ehb' (kolem roku 300)
- Ix Une' B'alam (Královna Jaguár) (317)
- "Panovník leydenská destička" (320)
- K'inich Muwaan Jol (zemřel roku 359)
- Chak Toh Ich’ak I (Jaguáří tlapa) (asi 360–378)
- Nun Yax Ayin (370–411)
- Siyah Chan K'awil II (Bouřlivá obloha II) (411–456)
- K'an-Ak (??? Kanec) (458–486)
- Ma'Kin-na Chan (asi konec 5. století)
- Jasaw Chan K´awiil I. (Ah Cacao, "Král čokolády") (682–734)